# Trauerwaran
Der Trauerwaran (Varanus tristis) ist eine in Australien heimische Art der Warane (Varanus). Die über ganz Australien verbreitete Art ist sowohl baum- als auch bodenbewohnend und ernährt sich vorwiegend von Echsen sowie auch von Insekten, Vogeleiern und Jungvögeln.

## Merkmale
Der Trauerwaran erreicht eine Gesamtlänge von bis zu 75 cm, die Schwanzlänge beträgt das 1,5-2,3-fache der Kopf-Rumpf-Länge. Die Schuppen am Kopf sind klein und glatt. Die Nasenlöcher liegen etwas näher an der Schnauzenspitze als an den Augen. Der Schwanz ist im Querschnitt rund und die Schuppen auf ihm sind stark gekielt. Die Klauen sind sehr scharf und stark gekrümmt.
Innerhalb des großen Verbreitungsgebiets existiert eine Vielzahl an Farbvariationen. Die Körperoberseite ist zumeist grau, braun oder schwarz, mit zahlreichen blassen, teils aber auch rosa oder blaugrauen Augenflecken. Diese Flecken sind bei ausgewachsenen Exemplaren meist recht düster. Kopf und Hals sind im südlichen Verbreitungsgebiet schwarz, im Top End orange und vom Golf von Carpentaria nach Westen bis Kimberley hellbraun. Die Beine sind schwarz und zeigen kleine weiße Punkte.

## Verbreitung und Lebensraum
Der Trauerwaran bewohnt ganz Australien bis auf die südlichsten Regionen (Victoria, große Teile von New South Wales und South Australia). Trauerwarane bewohnen alle Lebensräume, in denen sich Bäume mit Höhlen finden, etwa trockenes und halbfeuchtes tropisches Waldland, daneben finden sie sich jedoch auch in Felsgebieten.

## Lebensweise

### Allgemeines
Wie alle Warane ist der Trauerwaran ein tagaktiver Einzelgänger. Als Verstecke in der Nacht und auch während des Tages nutzen diese Warane Baumhöhlen, gelegentlich auch Felsspalten oder Gebäudestrukturen. Er klettert sehr gut und führt viele seiner Aktivitäten (z. B. Sonnen) in Bäumen aus, der Grad der Bindung an Bäume hängt offensichtlich von der Verbreitung ab. Im Kakadu-Nationalpark beginnen die Tiere um etwa 9:30 Uhr mit ihren Aktivitäten: Sie bewegen sich zur Nahrungssuche auf dem Boden und rasten oder sonnen sich gelegentlich 1-2 Stunden auf Bäumen. In anderen Gebieten (z. B. Große Victoria-Wüste) ist der Trauerwaran hingegen vorwiegend Baumbewohner.
Der Trauerwaran hat ausgeprägte saisonale Aktivitätswechsel und legt Ruheperioden ein, vor denen er möglichst große Fettreserven anlegt. Trauerwarane verstecken sich während dieser Ruhezeit, etwa in hohlen Baumstämmen u. ä., und bleiben weitgehend inaktiv. Zur Trockenzeit fehlen Beutetiere. Die Ruheperiode ist im großen Verbreitungsgebiet sehr variabel: im Kakadu-Nationalpark dauert sie von Juli bis Oktober, in Queensland bei Ilfracombe von Juni bis September. In der Großen Victoria-Wüste wurde während einer Studie von April bis einschließlich Juli nur ein Trauerwaran gefunden.
Männchen bewegen sich in weit größeren Aktionsräumen als Weibchen. Im Kakadu-Nationalpark nutzen Männchen in im Schnitt 13 ha große, Weibchen in im Schnitt 2 ha große Gebiete. In der Großen Victoria-Wüste beziffern sich diese Gebiete auf im Schnitt 40 ha bei Männchen und 4 ha bei Weibchen. Bei beiden Geschlechtern überschneiden sich die Aktionsräume stark mit den Aktionsräumen von Artgenossen. Territoriales Verhalten kommt nicht vor. Im Kakadu-Nationalpark legen Trauerwarane auf Nahrungssuche üblicherweise mehr als 150 m am Tag zurück. Zur Fortpflanzungszeit sind die Echsen noch wesentlich aktiver.

### Ernährung
Die Nahrung des Trauerwarans besteht zu großen Teilen aus anderen Echsen; daneben werden auch Insekten, Vogeleier, Jungvögel und Amphibien (z. B. Korallenfinger-Laubfrosch, Litoria caerulea) gefressen. Bei der Untersuchung der Mageninhalte von 100 Exemplaren wurde festgestellt, dass Echsen 70 % der Nahrung ausmachen. Generell werden alle Echsen gefressen, die überwältigt werden können. Pianka (1994) berichtete von einem Trauerwaran, der eine Westliche Bartagame (Pogona minor) von 22,7 % seines eigenen Körpergewichts fraß.
Sweet (2007) beobachtete die Nahrungssuche des Trauerwarans im Kakadu-Nationalpark. Der Trauerwaran jagt dort üblicherweise am Boden und sucht große Gebiete züngelnd nach Nahrung ab. Die Tiere legen geradlinige Strecken zwischen dichter Vegetation, Baumstümpfen, Wurzelgeflecht und Laubhaufen zurück, die sie auf dort versteckte Echsen untersuchen. In Laubhaufen stoßen sie etwa 1-2 Körperlängen hinein und gehen dann mit angespannter Körperhaltung wieder aus dem Laubhaufen heraus, um möglicherweise aufgeschreckte Echsen zu erbeuten. Fliehende Echsen werden meist 2-4, selten 12 m verfolgt, dann erbeutet und verschluckt. Die Echsen entkommen nur sehr selten. Pianka (1994) hingegen berichtet davon, dass Spuren von Trauerwaranen in der Großen Victoria-Wüste stets gerade von einem Baum zum anderen verlaufen. Die Trauerwarane dort jagen also vorwiegend baumbewohnende Echsen (z. B. Geckos) und erbeuten Jungvögel und Eier.

### Fortpflanzung
Männchen und Weibchen erreichen die Geschlechtsreife bei einer KRL von etwa 20 cm. Die Paarungszeit ist im großen Verbreitungsgebiet sehr variabel. In der Großen Victoria-Wüste fällt sie in die frühe Regenzeit, im Oktober und November, im Kakadu-Nationalpark jedoch in die frühe Trockenzeit von Anfang Mai bis Anfang Juni. Während der Trockenzeit werden die Männchen sehr aktiv und folgen züngelnd den Pheromonen der Weibchen. Dies motiviert die Männchen zu sehr plötzlichen Wanderungen von bis zu 723 m. Sie bewegen sich während der Paarungszeit weit über ihre normalen Aktionsräume hinaus. Die Paarung findet oft in einer Baumhöhle statt, in der das Männchen das Weibchen findet. Im Kakadu-Nationalpark werden die Eier dann im späten Juni und frühen Juli in hohle Baumstümpfe u. ä. gelegt. Gelege umfassen 5-17, im Schnitt 10,1 Eier. Die Jungtiere (KRL 7,2-7,3 cm) schlüpfen nach etwa 114-117 Tagen.

## Natürliche Feinde
Größere nistende Vögel, wie etwa Kakadus, hassen Trauerwarane, die auf den Nistbaum der Vögel klettern. Gejagt werden Trauerwarane vor allem von Greifvögeln, weiteren Vögeln wie z. B. dem Haubenliest (Dacelo leachii), von Schlangen, anderen Waranen und Säugetieren wie etwa eingeführten Hauskatzen. Die Lebenserwartung des Trauerwarans liegt bei circa zwölf Jahren.

## Systematik
Die Erstbeschreibung von Varanus tristis erfolgte 1839 durch den deutschen Zoologen Hermann Schlegel (1804–1884) als Monitor tristis. Der Holotypus gilt als verloren und stammte vom Swan River in Westaustralien. Die genaue Typuslokalität ist nicht bekannt. Anhand seiner Hemipenismorphologie kann V. tristis den Zwergwaranen der Untergattung Odatria zugeordnet werden. Dort stellt ihn Böhme (2003) in die V. timorensis-Gruppe. Die Zuordnung zu Odatria bestätigten Fitch et al. (2006) anhand ihrer Analyse von mitochondrialer DNA. Sie stellen V. tristis in die von ihnen erhobene V. tristis-Gruppe, in der er die Schwestergruppe von Varanus glauerti darstellt.
Traditionell wird V. tristis in die Unterarten V. t. tristis und V. t. orientalis unterschieden. V. t. orientalis bewohnt Arnhemland und ist blasser gefärbt als andere Trauerwarane. Das restliche Verbreitungsgebiet wird von V. t. tristis bewohnt. Fitch et al. (2006) bestätigten zwar V. tristis sowie die Unterart V. t. tristis als monophyletisch, stellen jedoch die Monophylie von V. t. orientalis in Frage. Außerdem sind Exemplare aus Queensland sind bräunlicher gefärbt und morphometrisch von anderen Populationen verschieden. Womöglich harren weitere Unterarten ihrer Beschreibung oder V. tristis wird sich als Artkomplex herausstellen.

### Belege
1. 1 2 3 4 5 6 7 8 9 10 11 12  E. R. Pianka (2004): Varanus tristis. In: E. R. Pianka & D. R. King (Hrsg.): Varanoid Lizards of the World, S. 477–487. Indiana University Press, Bloomington & Indianapolis. ISBN 0253343666
2. 1 2 3  R. Shannon (2008): Observations on Three Species of Varanus in Ilfracombe, Queensland. Biawak 2(2), S. 80–86
3. 1 2 3 4 5  E. R. Pianka (1994): Comparative Ecology of Varanus in the Great Victoria Desert. Australian Journal of Ecology 19, S. 395–408
4. 1 2 3 4 5 6 7 8 9 10 11  S. S. Sweet (2007): Comparative Ecology of Two Small Arboreal Monitors in Northern Australia. Mertensiella 16 (Advances in Monitor Research III), S. 378–402
5. 1 2  G. G. Thompson, M. de Boer & E. R. Pianka (1999): Activity areas and daily movements of an arboreal monitor lizard, Varanus tristis (Squamata: Varanidae) during the breeding season. Australian Journal of Ecology 24(2), S. 117–122
6. 1 2  G. G. Thompson & E. R. Pianka (1999): Reproductive ecology of the black-headed goanna Varanus tristis (Squamata: Varanidae). Journal of the Royal Society of Western Australia 82, S. 27–31
7. ↑  E. R. Pianka (1971): Notes on the biology of Varanus tristis. The Western Australian Naturalist 11(8), S. 180–183
8. ↑  Reptilienmanager - Trauerwaran (Memento des Originals vom 25. Juli 2013 im Internet Archive)  Info: Der Archivlink wurde automatisch eingesetzt und noch nicht geprüft. Bitte prüfe Original- und Archivlink gemäß Anleitung und entferne dann diesen Hinweis.
9. ↑  W. Böhme (2003): Checklist of the living monitor lizards of the world (family Varanidae). Zoologische Verhandelingen 341, S. 3–43
10. 1 2  A. J. Fitch, A. E. Goodman & S. C. Donnellan (2006): A molecular phylogeny of the Australian monitor lizards (Squamata:Varanidae) inferred from mitochondrial DNA sequences. Australian Journal of Zoology 54, S. 253–269